# Por instinto
Por instinto es el séptimo álbum que publicó la banda de rock Barricada en 1991, y fue su primer Disco de platino.

## Lista de canciones
1. Haz lo que quieras (tu cuerpo) - 4:05
2. Salta (por instinto) - 2:50
3. Sin compasión - 4:06
4. No puedo parar - 2:31
5. Ninguna bandera - 2:30
6. Deja que esto no acabe nunca - 3:57
7. En blanco y negro - 4:06
8. Demasiado tarde - 4:20
9. Vieja satisfacción - 2:40
10. Cada noche - 3:10
11. Soy tuyo - 2:45
12. África - 3:25
13. Revuelta de piedras - 3:56
14. Alicia - 3:04

## Créditos
- Enrique Villarreal, El Drogas: voz en "Haz lo que quieras (tu cuerpo)", "Salta (por instinto)",                                                                           "Ninguna bandera", "En blanco y negro", "Cada noche" y "Revuelta de piedras, bajo y coros.
- Javier Hernández, Boni: voz principal, guitarra y coros.
- Alfredo Piedrafita: guitarra, coros y voz en "Deja que esto no acabe nunca".
- Fernando Coronado: batería.